# 남양주 봉영사 아미타불도
남양주 봉영사 아미타불도(南楊州 奉永寺 阿彌陀佛圖)는 대한민국 경기도 남양주시 진접읍, 봉영사에 있는 아미타불도이다. 2011년 5월 2일 경기도의 유형문화재 제255호로 지정되었다.

## 개요
남양주 흥국사를 중심무대로 서울˙경기지역 화승들 가운데 가장 두각을 나타내었다고 해도 틀리지 않을 경선당 응석의 첫 번째 참여 작품으로서 미술사적, 역사적, 학술적 가치가 인정된다.

## 참고 문헌
- 남양주 봉영사 아미타불도 - 국가유산청 국가유산포털